# 真·三国无双 Next
《真·三国无双 Next》是由光荣特库摩公司在2011年发行的基于《真·三国无双6：猛将传》的动作游戏，也是该系列在PlayStation Vita（PS Vita）上发行的第一款游戏。本作的标语是：“一骑当千，迈向下一世代的舞台”。

## 玩法
本作利用了PS Vita的重力感应和触摸屏功能，玩家可通过摇动掌机代替左摇杆、移动掌机代替右摇杆，在触摸屏上点击代替按键。这可令玩家获得更身临其境的游戏体验。与该系列以往游戏不同，游玩本作时屏幕上不会出现生命值指示，若玩家所控角色遭袭击则屏幕会闪动红框并伴有主机震动。若玩家角色的无双值因击败敌人或被袭击达到一定量，可发动比平常更有威力的“神速无双”。游戏中的“单挑模式”要求玩家按指定顺序出招，击败特定敌人。“共鬥模式”允许至多4名用户通过Ad-hoc网络连线游戏。此外，本作支持在线游玩的“争霸模式”。

## 人物
来自《真·三国无双6：猛将传》的所有65名角色都在本作登场。另外，本作允许玩家自创最多100名武将。武器方面，徐晃、庞德、月英和董卓的武器和6代不同（分別是大斧、狼牙棒、戰戈、爆彈），这些新武器成为他们在《无双大蛇2》和《真·三国无双7》当中的默认武器。
- 魏：夏侯惇、典韦、张辽、曹操、夏侯渊、曹丕、甄姬、曹仁、许褚、张郃、徐晃、贾诩、蔡文姬、庞德、王异、郭嘉
- 吴：周瑜、陆逊、孙尚香、甘宁、孙坚、太史慈、周泰、吕蒙、黄盖、凌统、孙策、孙权、小乔、大乔、练师、丁奉
- 蜀：赵云、关羽、张飞、诸葛亮、刘备、黄忠、庞统、马超、魏延、月英、星彩、姜维、关平、关索、鲍三娘、马岱、刘禅
- 晋：司马懿、司马师、司马昭、王元姬、郭淮、邓艾、夏侯霸、钟会、諸葛誕
- 其他：貂蝉、吕布、董卓、张角、袁绍、孟获、祝融

## 评价
| 汇总媒体     | 得分   |
| ------------ | ------ |
| GameRankings | 68.31% |
| Metacritic   | 67/100 |

| 媒体                    | 得分   |
| ----------------------- | ------ |
| Destructoid             | 6/10   |
| Eurogamer               | 7/10   |
| G4                      | [ 8 ]  |
| Game Informer           | 6/10   |
| GamesRadar+             | [ 10 ] |
| GameTrailers            | 7.3/10 |
| IGN                     | 8/10   |
| 英国PlayStation官方杂志 | 6/10   |
| 澳洲官方PlayStation杂志 | 6/10   |
| PlayStation杂志         | 5/10   |

本作获得了中等程度的评价。游戏评价机构GameRankings和Metacritic分别为本作打出68.31分和67分（满分均为100分）。在评论得分方面，本作也获得了从五成到八成不等的得分。

## 注解
1. ↑  日语：